# Mikroregion Campos dos Goytacazes

Mikroregion Campos dos Goytacazes

Mikroregion Campos dos Goytacazes – mikroregion w brazylijskim stanie Rio de Janeiro należący do mezoregionu Norte Fluminense. Ma powierzchnię 7.164,4 km²

## Gminy
- Campos
- Cardoso Moreira
- São Fidélis
- São Francisco de Itabapoana
- São João da Barra